# Solell de Cal Magre
El Solell de Cal Magre és una solana del terme municipal de Sant Quirze Safaja, a la comarca del Moianès. Pertany a l'antic poble rural de Bertí.
És en el sector oriental del terme, en el vessant meridional de la Serra del Magre, al sud de la carena on es troben les restes de la masia de la Serra i al nord d'on hi hagué la masia de Can Niolda. És a la dreta del torrent del Traver.